# Im Auftrag von Madame
Im Auftrag von Madame war eine Vorabendserie des ZDF. Sie lief in drei Staffeln à 13 Folgen in den Jahren 1972–1975. Hergestellt wurde sie im Studio Hamburg, Regie führte in den ersten beiden Staffeln Paul May, in der 3. Staffel tat er dies im Wechsel mit Peter Meincke. Jede Folge hatte eine Länge von 25 Minuten und lief jeweils mittwochs um 19.10 Uhr (Staffel 1), 18.25 Uhr (Staffel 2) bzw. 18.20 Uhr (Staffel 3).

## Handlung
Homer Halfpenny, Inhaber eines Lehrstuhls für tibetanische Dialekte, arbeitet als Agent für eine „Madame“, die ihre Anweisungen stets per Telefon erteilt und in allen Staffeln für den Zuschauer unsichtbar bleibt. Ihm zur Seite steht der Playboy Peter Proud, von Beruf Autohändler. Die Aufgaben dieses ungleichen Teams sind vielfältig, gemeinsam ist ihnen, dass Halfpenny und Proud in fast allen Fällen ins Ausland reisen müssen, um einen Auftrag erfolgreich abschließen zu können.
Der Beginn jeder Folge ist identisch: Während in der ersten Staffel die beiden Protagonisten jeweils ein Telegramm erhalten (Halfpenny von einem Jungen, mit dessen Fahrrad er sich daraufhin zu einer Telefonzelle begibt, Proud durch seinen Diener Archibald) und Halfpenny die Anweisungen aus der Zelle entgegennimmt, sieht man in den beiden anderen Staffeln lediglich, wie Halfpenny den Hörer abnimmt. Neu ist hier ein Polizist, der das Fahrrad des Professors mit einem Seil befestigt und es dann in einen Baum hochzieht, von wo Halfpenny es nach getaner Arbeit wieder herunterholt.

## Sonstiges
Die Außenaufnahmen wurden vielfach im Ausland gedreht, allerdings nicht immer in dem Land, als das es bezeichnet wurde. So wurden z. B. in Spanien Szenen gedreht, die dann auch in Italien oder im damaligen Jugoslawien spielten, wobei man sich oftmals nicht einmal die Mühe machte, beispielsweise Aufschriften der Sprache des jeweiligen Landes anzupassen. Auffallend war auch die Häufung von Phantasiestaaten, in denen Halfpenny und Proud agierten.
In zwei Episoden (Der Verschollene, Staffel 2, Folge 5 und Das Testament, Staffel 3, Folge 6) spielte Herta Kravina, die Ehefrau von Horst Keitel, Gastrollen. Jochen Köppel, der in der ersten Staffel Prouds Diener Archibald darstellte, war in der Episode Der Scheinwerfer (Staffel 3, Folge 11) noch einmal zu sehen, allerdings in einer anderen Rolle.
In drei Folgen (Der Fußballpräsident, Staffel 2, Folge 10, sowie in Komm mit nach Sevilla und Der Flaschengeist, Staffel 3, Folgen 2 und 8) findet sich – abgesehen von den Protagonisten – kein weiterer deutscher Schauspieler auf der Besetzungsliste.

## Episodenliste

### Staffel 1
| Nr. (gesamt) | Nr. (Staffel) | Erstausstrahlung  | Titel                          | Gastschauspieler (Auswahl)                                                           |
| ------------ | ------------- | ----------------- | ------------------------------ | ------------------------------------------------------------------------------------ |
| 1            | 1             | 6. Dezember 1972  | Sprechen Sie Moung             | Benno Hoffmann, Isabel Stumpf, Susanne Beck, Michael von Rospatt, Klaus Dittmann     |
| 2            | 2             | 13. Dezember 1972 | Das Wunschattentat             | Kurt Jaggberg, Werner Abrolat, Karl-Heinz Lemken, Marion Marlon, Annelies Schmiedel  |
| 3            | 3             | 20. Dezember 1972 | Blüten von damals              | Gerhard Hartig, Gerdamaria Jürgens, Gerhard Frickhöffer, Joachim Richert             |
| 4            | 4             | 27. Dezember 1972 | Walzer linksrum                | Karl Merkatz, Hansi Waldherr, Ernst von Klipstein, Hans Kahlert, Irmgard Riessen     |
| 5            | 5             | 3. Januar 1973    | Bombenstimmung                 | Fabian Conde, Patricia Nigel, Walter Crane                                           |
| 6            | 6             | 10. Januar 1973   | Der verschwundene Staatsbesuch | Dorothea Fleming, Günther Kaufmann, Heidi Schaffrath                                 |
| 7            | 7             | 17. Januar 1973   | Miss Lido                      | Heike Koehn, Edgar Bessen                                                            |
| 8            | 8             | 24. Januar 1973   | Ein Scheich zuviel             | Karl-Heinz von Hassel, Franz-Josef Steffens, Franz-Otto Krüger, Astrid Meyer-Gossler |
| 9            | 9             | 31. Januar 1973   | Export – Import                | Ingeburg Kanstein, Fabian Wander, Manfred Schermutzki, Narziss Sokatscheff           |
| 10           | 10            | 7. Februar 1973   | Lila Sonne                     | Barbara Capell, Jürgen Lier, Karl-Heinz Gerdesmann, Paola Schöne                     |
| 11           | 11            | 14. Februar 1973  | Perucci packt aus              | Wolf von Gersum, Frank Meyer-Eckert, Hannelore Borns                                 |
| 12           | 12            | 21. Februar 1973  | Die Entführung                 | Christiane Maybach, Herbert Tennigkeit, Walter Tschernich, Monika John, Herma Koehn  |
| 13           | 13            | 28. Februar 1973  | Inglisches Pfund               | Heinz Trixner, Hanni Vanhaiden, Peter Frank, Erich Uhland, Manfred Reddemann         |

### Staffel 2
| Nr. (gesamt) | Nr. (Staffel) | Erstausstrahlung | Titel                   | Gastschauspieler (Auswahl) |
| ------------ | ------------- | ---------------- | ----------------------- | --- |
| 14           | 1             | 29. Mai 1974     | Das Collier             | Jutta Kammann |
| 15           | 2             | 5. Juni 1974     | Kennwort Elisabeth      | Doris Gallart, Karl-Heinz Gerdesmann, Günther Flesch, Ingeburg Kanstein                                                                           |
| 16           | 3             | 12. Juni 1974    | Hotelmarder             | Christina Betzner |
| 17           | 4             | 19. Juni 1974    | Gespenst zu verkaufen   | Kurt Zips, Heide Grübl, Achim Sauter, Günter Lüdke, Charlie Rinn, Robert Fitz                                                                     |
| 18           | 5             | 26. Juni 1974    | Der Verschollene        | Herta Kravina, Dan van Husen |
| 19           | 6             | 3. Juli 1974     | Zwei leitende Herren    | Christiane Rücker, Hans Elwenspoek, Werner Schumacher, Gerhard Olschewski                                                                         |
| 20           | 7             | 10. Juli 1974    | Junge Talente           | Gert Haucke, Erna Nitter, Leopold Hainisch, Günter Lüdke, Hans Irle                                                                               |
| 21           | 8             | 17. Juli 1974    | Leibwache               | Walter Roderer, Ingeborg Schöner |
| 22           | 9             | 24. Juli 1974    | Tip aus der Unterwelt   | Walter Tschernich, Alexander Welbat, Rolf Jahncke, Jürgen Wulf, Horst Hesslein                                                                    |
| 23           | 10            | 31. Juli 1974    | Der Fußballpräsident    | Charo López, Pepe Morenó |
| 24           | 11            | 7. August 1974   | Die verschwundene Puppe | José Canalejas, Monika Rasky |
| 25           | 12            | 14. August 1974  | Krimi-Fans              | Barbara Capell, Rainer Goernemann, Lothar Grützner, Hans Kahlert, Kurt Klopsch, Karin Rasenack, Achim Sauter                                      |
| 26           | 13            | 21. August 1974  | Wackelkontakt           | Andrea Grosske, Erica Schramm, Kurt A. Jung, Hans Timmermann, Wolfgang Rau, Charlotte Bremer-Wolff, Ferdinand Dux, Werner Cartano, Günter Spörrle |

### Staffel 3
| Nr. (gesamt) | Nr. (Staffel) | Erstausstrahlung  | Titel                      | Gastschauspieler (Auswahl)                                                                                                   |
| ------------ | ------------- | ----------------- | -------------------------- | --- |
| 27           | 1             | 4. Dezember 1974  | Glückliche Reise           | Dirk Galuba, Herbert Steinmetz, Wolf von Gersum, Edgar Hoppe                                                                 |
| 28           | 2             | 11. Dezember 1974 | Komm mit nach Sevilla      | José Canalejas, Lina Canalejas                                                                                               |
| 29           | 3             | 18. Dezember 1974 | Bäume, Äxte, braune Bären  | Kurt Pratsch-Kaufmann, Ulrich Beiger, Dagmar von Kurmin, Hubert Suschka, Günter Lüdke                                        |
| 30           | 4             | 8. Januar 1975    | Das kommt mir spanisch vor | Alfredo Calles Hoyas, Marcia Sharif                                                                                          |
| 31           | 5             | 15. Januar 1975   | Der Wunderstrahler         | Rudolf Schündler, Hermann Lenschau, Ivan Desny, Manfred Spies                                                                |
| 32           | 6             | 22. Januar 1975   | Das Testament              | Paul Edwin Roth, Lieselotte Arnold, Friedrich Hartau, Herta Kravina, Peter Parten, Curt Timm, Michael von Rospatt            |
| 33           | 7             | 29. Januar 1975   | Der Stein des Anstoßes     | Kathrin Ackermann, Joachim Rake, Hans Irle, Uwe Hacker, Rudolf Möller, Harald Eggers                                         |
| 34           | 8             | 5. Februar 1975   | Der Flaschengeist          | José Caffarel, Antonio Pica                                                                                                  |
| 35           | 9             | 12. Februar 1975  | Das Gerücht                | Friedrich Georg Beckhaus, Herbert Weissbach, Monika Rasky, Hubert Mittendorf, Rolf Mamero                                    |
| 36           | 10            | 19. Februar 1975  | Knock-Out                  | Reinhard Kolldehoff, Wolfgang Zerlett, Horst Beck, Franz-Josef Steffens, Renate Schubert, Narziss Sokatscheff, Dan van Husen |
| 37           | 11            | 26. Februar 1975  | Der Scheinwerfer           | Jochen Köppel |
| 38           | 12            | 5. März 1975      | Dirhams                    | Ursela Monn, Paul Burian, Christa Siems, Thomas Kylau, Marianne Hachfeld                                                     |
| 39           | 13            | 12. März 1975     | Die Flaschenpost           | Herbert Steinmetz, Edgar Maschmann, Dirk Galuba, Erich Uhland, Manfred Reddemann                                             |

## DVD-Veröffentlichung
Die drei Staffeln wurde vollständig (je 13 Folgen) am 26. Januar, 23. März und 15. Juni 2018 von Pidax veröffentlicht.

## Kritiken
Im Auftrag von Madame war als Nachfolgeserie von Percy Stuart konzipiert, deren Ansprüchen sie aber nach Kritikermeinungen nicht gerecht wurde. Die Krimihomepage rätselt, „wie es diese Reihe auf 39 Folgen schaffen konnte“, denn „die Geschichten sind abstrus und haarsträubend, dabei kommt allenfalls so viel Spannung auf wie bei der Beobachtung eines Goldfischaquariums.“ Demgegenüber urteilt das Fernsehlexikon, dass „gewitzt (…) knifflige Aufgaben“ gelöst wurden.